# Korn
 For alternative betydninger, se Korn (flertydig). (Se også artikler, som begynder med Korn)
Kornarter eller kornsorter er en gruppe af forædlede græsser. Korn indeholder masser af fibre, protein, vitamin B, samt i mindre mængder vitamin E, mineraler og umættede fedtsyrer.

## Kornets oprindelse
Rugen stammer ligesom hvede, byg og havre fra "den frugtbare halvmåne" i Mellemøsten – et område, som strækker sig fra Palæstina over det sydøstlige Tyrkiet til det nordvestlige Iran og det nordlige Irak. Her vokser stadig arter, som kan anses som stamformerne til de dyrkede kornarter. Området betragtes af samme grund som en afgørende vigtig genbank for vore kornarter.
Verdens ældste fund af korn er vildtvoksende enkorn fra stenbruddene ved Aswan i Egypten, dateret 16.300-15.000 f.Kr.
Majs stammer fra Mexico, hvor det lykkedes den oprindelige befolkning ved kromosomfordobling og målrettet fremavl at skabe en højtydende afgrøde af en uanselig græs, der stadig kaldes "majsens mor".
Ris og hirse kommer fra Østasien, hvor landbrugskulturerne i Indien og Kina tog dem ind til dyrkning.

## Kornets historie i Norden
Kendskabet til korndyrkning er nået til Skandinavien omkring 3900 f.Kr. Det ser ud til, at man i det sydlige Skandinavien først fik enkle hvedearter som enkorn og emmer (= tokorn), samt nøgen og avneklædt byg. Hvor der er fundet forkullet korn på bopladser fra perioden, dominerer hvede. Mod slutningen af bronzealderen var nøgen byg imidlertid mest udbredt, da det er en kornart, der kaster godt af sig også på næringsfattig jord, og er velegnet til mel og øl. Hvede fandtes kun i enkle udgaver som enkorn, emmer og spelt. Ved slutningen af yngre stenalder forekom der også hirse i Jylland. På kontinentet dyrkede man ærter sammen med emmer, og der er fundet aftryk efter ærter i svenske lerkar fra samme periode. Analyse af brændte skorper fra maden i den yngre stenalders lerkar har vist et højt indhold af kalcium, der kan skyldes, at man har blandet benmel i maden, der iblandt er blevet gæret til en syrlig ret. Melboller og blodpølse er i dag retter, der kan minde om oldtidens kosthold – en grødet blanding af korn, fisk, kød og indmad, der blev kogt, stegt eller syrnet.

## Kornarter
- Moderne arter
  - Byg
  - Havre
  - Hvede
  - Rug

- Ældre arter
  - Emmer
  - Enkorn
  - Durum
  - Spelt
- Andet
  - Ris
  - Majs
  - Hirse
  - Almindelig Durra